# Absalom

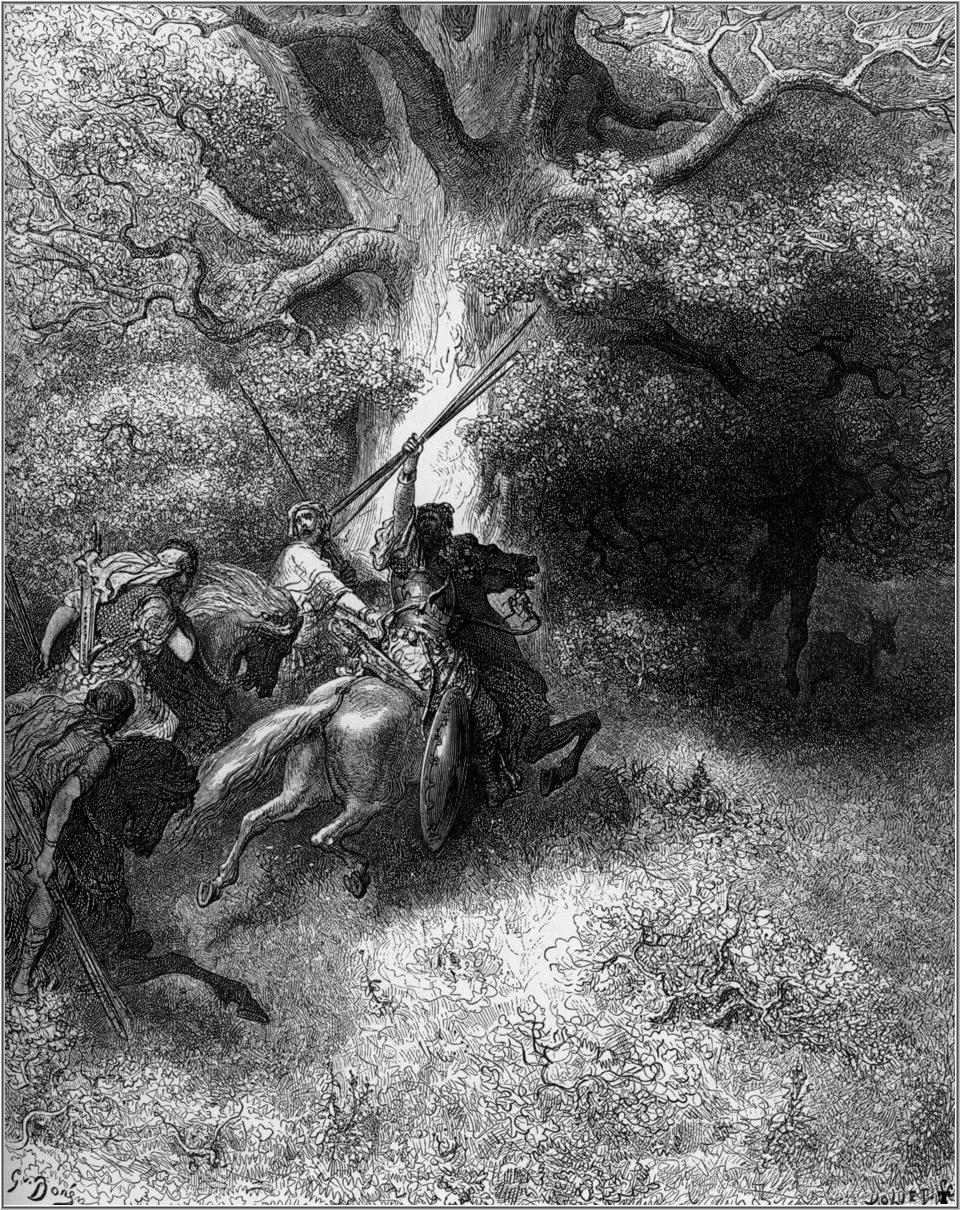
Absaloms död, av Gustave Doré.

Absalom eller Avshalom (hebreiska: אַבְשָלוֹם, Avšalom, betyder far är frid) var enligt Gamla testamentet son till Kung David. Han omtalas där som kungadömet Israels vackraste man (Andra Samuelsboken 14:25).
Absaloms syster Tamar hade våldtagits av Davids äldste son, Amnon, som var förälskad i henne. Absalom väntade i två år innan han hämnades genom att skicka sina tjänare att mörda honom. Efter detta dåd flydde han till sin morfar, Talmai, och det var inte förrän tre år senare han helt återfick faderns gunst. 
Fyra år senare startade han en revolt i Hebron, den forna huvudstaden. Han lyckades vinna folkets stöd i denna konspiration mot sin fader och intog Jerusalem men blev senare besegrad i Efraimskogen. I slagets slutskede red Absalom in i ett träd med långa grenar, hans långa hår fastnade i dessa, och hängande i trädets lövverk spetsades han till döds av faderns soldater. David sörjde honom djupt.
Davids replik "Absalom, Absalom!" är ett välkänt uttryck för osjälviskt beklagande. Absalom, Absalom! är också titeln på en roman av William Faulkner.
För betydelsen av namnet, se Axel (namn).